# Eslamchahr

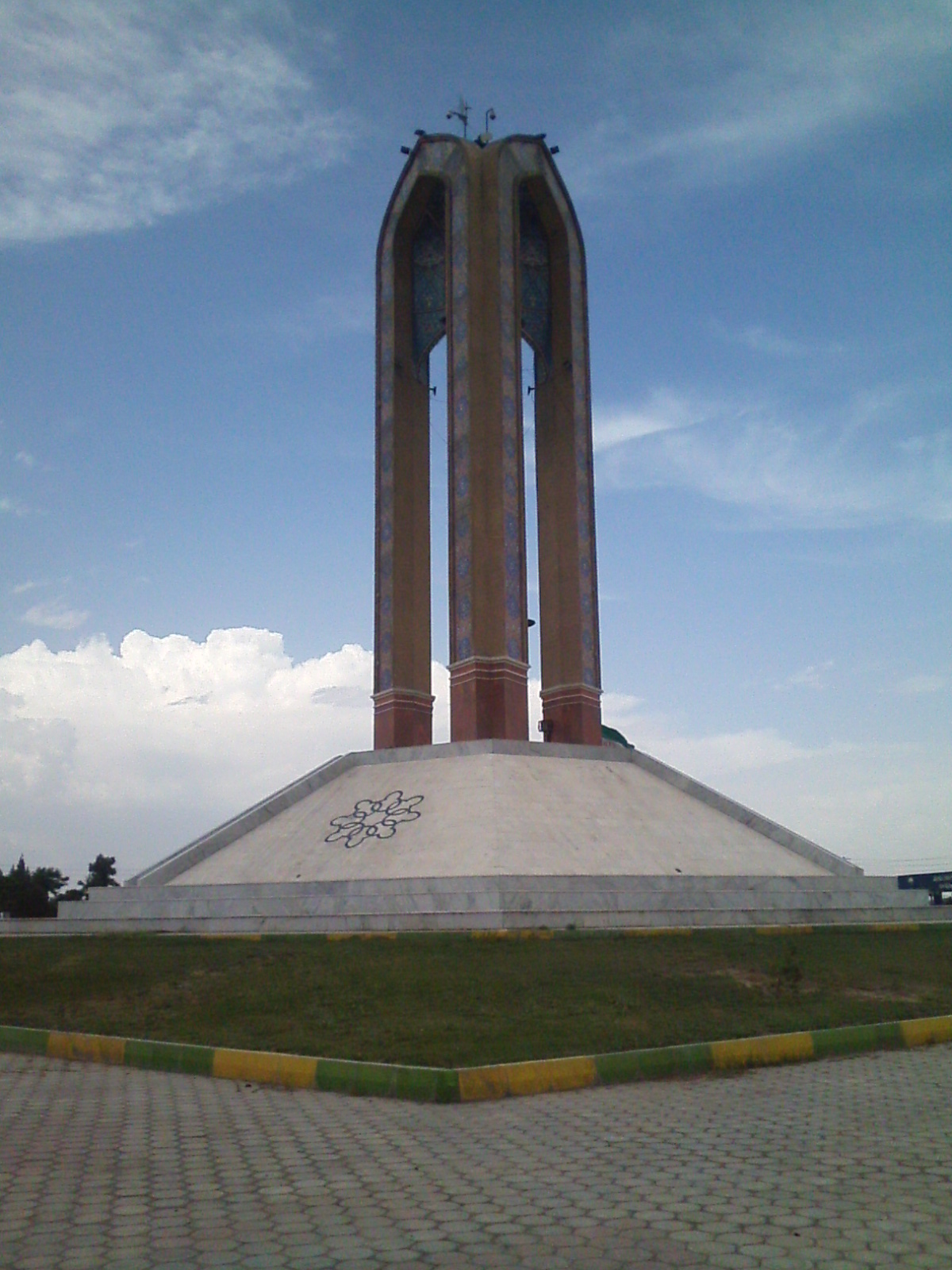

Eslamchahr (ou Eslamshahr ; en persan : اسلامشهر / Eslâmšahr) est une ville iranienne de la province de Téhéran, située sur la route de Téhéran à Saveh. Elle est la capitale de la préfecture d'Eslamchahr. La ville est aujourd'hui intégrée à la métropole de Téhéran, au sud de celle-ci.
L'ancien village de Ghasem-abad-e Shahi s'est développé à la fin des années 1970 avec la construction de bidonvilles et logements précaires sur des terres agricoles asséchées après la construction du barrage de Karaj. Lors de la révolution iranienne de 1979, cette zone urbaine prend le nom d'Eslamchahr (la ville de l'islam) et est officiellement reconnue. Elle devient chef-lieu de département en 1996 et bénéficie donc des équipements d'une ville moyenne. La population est surtout ouvrière et travaille dans la zone industrielle de Karaj. En 2006 la ville a 360 000 habitants. Elle est le symbole des nouvelles banlieues de Téhéran.
Eslamchahr serait le 21e bidonville du monde par la taille.

## Sources
- Habibi, Mohsen. « Eslamshahr, un nouveau type de banlieue à Téhéran », CEMOTI n°21, 1996, pp. 251-269.
- Hourcade, Bernard. « L'émergence des banlieues de Téhéran », CEMOTI n°24, 1997. pp. 165-181.
- Atlas de Téhéran métropole. Téhéran, TGIC, 2005. voir en ligne